# Zapoteca scutellifera
Zapoteca scutellifera är en ärtväxtart som först beskrevs av George Bentham, och fick sitt nu gällande namn av Héctor Manuel Hernández. Zapoteca scutellifera ingår i släktet Zapoteca och familjen ärtväxter. Inga underarter finns listade i Catalogue of Life.